# Diecezja Lucknow
Diecezja Lucknow – diecezja rzymskokatolicka w Indiach. Została utworzona w 1940 z terenu archidiecezji Agra i diecezji Allahabad.

## Ordynariusze
- Giuseppe Angelo Poli, O.F.M.Cap. † (1940–1946) (administrator apostolski)

- Alberto Corrado de Vito, O.F.M.Cap. † (1946–1970)
- Cecil DeSa † (1971–1983)
- Alan Basil de Lastic † (1984–1990)
- Albert D'Souza (1992–2007)
- Gerald John Mathias, od 2007